# 年増女
年増女（としまおんな）は、娘の年頃を過ぎた女性。女性の年齢によって、年増（としま）、中年増（ちゅうどしま）、大年増（おおどしま）などと区分することもあった。また年増のうちでも美しい時期を年増盛（としまざかり）とも呼んだ。
江戸時代には、数え20で年増、25で中年増、30で大年増と呼んだ。戦後から昭和の頃までは、30歳以上の女性を年増と呼ぶことも多かった。
武家の女性の結婚適齢期は10代後半から遅くて25歳、一般の女性は16歳から17歳が適齢期であり、19歳の女性はすでにトウが立っており、20代後半に差し掛かると中年増と呼ばれた。
30歳を超えた女性は大年増であり、ふさわしい結婚相手は再婚男性に限られるといわれていた。
徳川家康は年増女を好んだといわれているが、関ヶ原の戦いには15歳から16歳の女性を伴った。

## 用例
- 落語：初代米澤彦八 作『軽口御前男』「是は大きなとしまじゃ」
- 素浄瑠璃：近松門左衛門 作『津国女夫池』（通称『千畳敷』）「としまのよねは、もん日におはるる」
- 洒落本：夢中散人寝言先生 著『辰巳之園』「姉女郎あれば年廻あり」
- 短編小説：徳田秋声 著『時の流れ』「この世界では、二十二三ともなれば、それはもう年増の部類で」
- 短編小説：太宰治 著『ヴィヨンの妻』「旦那は、或る年増女に連れられて店の勝手口からこっそりはいってまいりましたのです」
- 漫画：高橋留美子 作『めぞん一刻』「（ヒロインの響子が自分自身のことを）大年増ですわ」
- 小説：森鷗外 著『余興』「見れば、柳橋で私の唯一人識っている年増芸者であった」
- 鬼平犯科帳 「霧（なご）の七郎」：「まあまあ、そう急くな、なあ、『色は年増に留め刺す』と言うではないか。慌てるな、慌てるな。」
- アニメ: ボンズ (アニメ制作会社) 作『DARKER THAN BLACK -黒の契約者-』第9話「茅沼キコ」: 「(自分が好意を抱いている男性に対して)もしかして、年増好みなんですか？」

## 歌舞伎
歌舞伎では、三代目櫻田治助作詞、五代目岸澤式佐・四代目常磐津文字太夫作曲による常磐津の所作事『花翫暦色所八景』（はなごよみ いろの しょわけ）の八景のひとつが「年増」と通称される曲目である。